# Myrmarachne mixiaoqii
Espèce
Myrmarachne mixiaoqii est une espèce d'araignées aranéomorphes de la famille des Salticidae.

## Distribution
Cette espèce est endémique de Hainan en Chine. Elle se rencontre à Wuzhishan et dans le xian de Lingshui.

## Description
Le mâle holotype mesure 5,02 mm et la femelle paratype 6,00 mm.

## Systématique et taxinomie
Cette espèce a été décrite par Wang et Li en 2023.

## Étymologie
Cette espèce est nommée en l'honneur de Xiao-qi Mi.

## Publication originale
- Wang & Li, 2023 : « Notes on twelve species of jumping spiders from Hainan Island, China (Araneae, Salticidae). » ZooKeys, vol. 1167, p. 159-197 (texte intégral).